# رونلا حاجتی
رونلا حاجتی (به انگلیسی: Ronela Hajati) (زاده ۲ سپتامبر ۱۹۸۹) خواننده، ترانه‌سرا، رقصنده آلبانیایی است.
او نماینده آلبانی در یوروویژن ۲۰۲۲ بود.